# قتل‌های پزشک تبریزی
علیرضا صلحی که در مطبوعات ایران به پزشک تبریزی مشهور است، فردی است که به‌خاطر مسموم کردن اعضای خانواده‌اش در تاریخ ۱۷ مهرماه ۱۳۹۵، در دادگاه به جرم دو فقره قتل عمدی محکوم شده‌ است. حکم قصاص او در دیوان عالی کشور تأیید شد. با گذشت اولیای دم پزشک تبریزی که به جرم قتل همسر و مادربزرگش به قصاص محکوم شده بود ۱۹ فروردین ماه ۱۴۰۳ از زندان آزاد شد.‌

## شهرت به‌عنوان پزشک خوش‌خط تبریزی
مدتی پیش از ماجرای مسمومیت‌ها، پزشک تبریزی به‌خاطر انتشار نسخه‌های خوش‌خطی که از او در فضای مجازی و مطبوعات منتشر گردیده بود مشهور شده بود. او در یک نسخه از داروخانه خواسته بود برای پرداخت هزینهٔ داروی بیمار بی‌سواد با او تماس بگیرد و نیز در نسخه‌ای دیگر برای بیمار، شنیدن آوازهای محمدرضا شجریان را تجویز کرده بود.

## ماجرای قتل
۱۷ مهرماه ۱۳۹۵ همزمان با روز تاسوعا خبری منتشر گردید که پنج عضو خانوادهٔ پزشک تبریزی (همسر، مادر، پدر، برادر و مادربزرگ) با خوردن غذای نذری آلوده دچار تنگی نفس شده‌اند و سپس همسر و مادربزرگ او جان خود را از دست داده‌اند. صلحی مدعی بود که فرد ناشناسی غذا را به‌عنوان نذری به او داده است و او در حالی که از مسموم بودن آن بی‌خبر بوده آن را به اعضای خانواده‌اش داده است. مقامات از جمله وزیر بهداشت و نمایندهٔ تبریز در مجلس در مورد او موضع گرفتند. با این حال حدود دو هفته پس از جنایت، علی‌رضا صلحی دستگیر شد و تحت بازجویی قرار گرفت.
پس از تحقیقات و با بررسی فیلم‌های دوربین‌های مداربستهٔ یک رستوران مشخص شد ادعای او در مورد غذای نذری دروغ بوده و او غذا را از رستوران تهیه کرده است. پزشکی قانونی نیز اعلام کرد که غذا آلوده به سم فسفین بوده است. با این حال او هرگز به انجام این قتل‌ها اعتراف نکرد.

## انگیزهٔ جنایت
پدر همسر صلحی (مقتول) می‌گوید: پای زن دیگری در میان بوده و در این مورد مدارک کافی وجود دارد. علیرضا برای همین دست به این جنایت زده است. او فقط می‌خواسته المیرا را به قتل برساند اما کهولت سن مادربزرگش نقشه‌اش را خراب کرد. او همچنین گفت: در بررسی‌های انجام شده مشخص شده که یک بار هم در دوران دانشجویی در زمان امتحانات پایان ترم، همکلاسی‌هایش را مسموم کرده بوده تا خودش بالاترین نمره را بگیرد‍.

## دادرسی و صدور حکم اعدام
ولی دم هر دو مقتول از او شکایت کردند. دایی‌اش درخواست دیه کرد و پدر همسرش خواهان قصاص اوست. با توجه به ادلهٔ موجود در پرونده، علیه او کیفرخواست صادر شده و در دادگاه محاکمه شد. دادگاه سرانجام برای او حکم قصاص صادر کرد. سرانجام در آبان سال ۱۴۰۰ اعلام شد که حکم قصاص وی پس از دو مرتبه رسیدگی در دیوان عالی کشور به تأیید نهایی رسیده‌ است.

## آزادی از زندان
به گفته بابک بابازاده وکیل مدافع صلحی با توجه به پیگیری‌های صورت گرفته و اعلام رضایت اولیای دم هر دو مقتول (همسر و مادربزرگ)، موکلم پیش از سال نو ۱۴۰۳ از زندان آزاد شد.